# Matthew Lister
Matthew Lister, noto anche Matt Lister (Preston, 28 novembre 1992), è un ex canoista e modello britannico.
Ha vinto due medaglie di bronzo ai campionati mondiali di canoa/kayak, nella specialità canoa slalom, categoria C/2.
Nel 2012 ha fatto coming out dichiarandosi omosessuale. Attivista per i diritti LGBTI è stato nominato ambasciatore LGB per la British Athletes Commission.
Nel 2016 ha annunciato il proprio ritiro dalla carriera agonistica. In seguito ha intrapreso la carriera di modello.

## Palmarès
- campionati mondiali di canoa/kayak

Bratislava 2011: slalom C/2 team
Praga 2013: slalom C/2 team